# Орден Клемента Готвальда
Орден Клемента Готвальда (чеськ. Řád Klementa Gottwalda) — вища нагорода Чехословацької Соціалістичної Республіки.

## Історія
Заснований у 1953 році як «Орден будівництва соціалістичної Батьківщини», у лютому 1955 року перейменований в орден Клемента Готвальда.

## Статут
Нагородження проводиться за видатні успіхи в справі побудови соціалізму в Чехословаччині. Нагороджуються як окремі особи, так і трудові колективи.
Орден вручається також особам, удостоєним почесного звання Героя Чехословацької Республіки або Героя Соціалістичної Праці Чехословацької Республіки.

## Опис знака
Орден представляє з себе золоту п'ятикутну зірку червоної емалі з золотими кульками на кінцях променів. У центрі у золотому медальйоні зображення профілю Клемента Готвальда. За допомогою вушка і кільця знак ордена кріпиться до золотої ланки у вигляді вінка з липового листя з діамантовим каменем. Верх ланки — золота пластина з написом «ČSSR». Ланка кріпиться до нагрудної колодки, обтягнутої шовковою муаровою стрічкою червоного кольору з темно-червоною смугою по середині.

## Нагороджені орденом
Серед іноземців орденом Клемента Готвальда були нагороджені радянські політичні діячі Брежнєв Л. І., Устинов Д. Ф., Черненко К. У., військовики часів Другої світової війни Єрьоменко А. І., Захаров М. В., Конєв І. С., Лелюшенко Д. Д., Москаленко К. С., Якубовський І. Г., космонавти Гагарін Ю. О., Гречко Г. М., Губарєв О. О., Терешкова В. В., голова польського уряду Войцех Ярузельський та інші.
Серед нагороджених орденом Клемента Готвальда також Союз чехословацько-радянської дружби.